# Ясногородский, Игош Зельминович
Игош Зельминович (Игорь Зиновьевич, Иегош Хайма Зелеманович) Ясногородский (15.9.1908, город Кобеляки, Полтавская губерния — 29.12.1989, Рубцовск) — советский инженер-исследователь. Директор Рубцовского филиала Алтайского НИИ технологии машиностроения (с 1957). Кандидат технических наук (1958). Лауреат Сталинской премии за выдающиеся изобретения и коренные усовершенствования методов производственной работы (1948). Заслуженный изобретатель РСФСР (1972).

## Награды, поощрения
Сталинская премия за выдающиеся изобретения и коренные усовершенствования методов производственной работы II степени за 1947 год совместно с Вениамином Семёновичем Харитоновым, нач. ЦЛ АТЗ, — за разработку нового эффективного метода электронагрева металлов и сплавов в электролите.
Заслуженный изобретатель РСФСР (1972)